# Victoria Peak
Il Victoria Peak (1.122 m) è la seconda montagna più alta del Belize e si trova nei Monti Maya nel distretto di Stann Creek.
La prima esplorazione si ebbe con una spedizione britannica nel 1888-1889.
Il nome è dedicato alla regina Vittoria, dato che il Belize era una colonia britannica.